# Захарово (Залесовский район)
Захарово — село в Залесовском районе Алтайского края России. Входит в состав Думчевского сельсовета.

## География
Находится в северо-восточной части Алтайского края, на левом берегу реки Чумыш, на расстоянии примерно 17 километров к западу от села Залесова. Абсолютная высота 155 метров над уровнем моря.
Климат умеренный, континентальный. Средняя температура января составляет −19 °C, июля — +18 °C. Годовое количество атмосферных осадков — до 600 мм.

## Население
| 1997 | 1998 | 1999 | 2000 | 2001 | 2002 | 2003 |
| ---- | ---- | ---- | ---- | ---- | ---- | ---- |
| 162  | ↘136 | →136 | ↘125 | ↘120 | ↘114 | ↘105 |
| 2004 | 2005 | 2006 | 2007 | 2008 | 2009 | 2010 |
| ↘97  | ↘91  | ↘72  | ↗73  | ↘71  | ↘70  | ↘53  |
| 2011 | 2012 | 2013 |      |      |      |      |
| ↗56  | ↗57  | ↗59  |      |      |      |      |

Согласно результатам переписи 2002 года, в национальной структуре населения русские составляли 89 %.

## Улицы
Уличная сеть состоит из четырёх улиц.